# Ford A (1903-1904)
El Ford Modelo A de 1903 ha sido el primer automóvil producido por el fabricante estadounidense Ford Motor Company de 1903 a 1904, cuando fue reemplazado por el Ford C.

## Historia
Henry Ford fue la persona que construyó el Ford Modelo A el 23 de julio de 1903. La primera unidad fue vendida a Ernest Pfenning, un dentista de Chicago.
Se produjeron 1750 autos desde 1903 hasta 1904, el modelo A se sustituye por el modelo C de Ford en 1904.
El vehículo salió con dos versiones, el cuatro plazas modelo clásico y el dos plazas modelo runabout, el motor era de 8 Hp. Fue equipado con una transmisión de dos velocidades, con avance y retroceso, pesaba 562 kg y podía alcanzar una velocidad máxima de 30 km/h, la distancia entre ejes era de 1,8 m y se vendió a un precio de 750 dólares. 
Como opcional se podía incluir dos cajas de carga por 100 dólares, unas llantas blancas por 67 dólares, o unas llantas negras por 50 dólares.
Aunque Ford anunció el modelo A como «la máquina más fiable del mundo», sufrió muchos problemas comunes a los vehículos de la época de entre 1903 y finales de 1909, como el sobrecalentamiento del motor, problemas en la transmisión  y fuerzas que producía el compresor al no tirar la palanca compresora. El Ford Modelo A se fabricó con el color rojo solamente, tal como los modelos idénticos, aunque algunos fueron posteriormente repintados con otros colores como azul, verde, anaranjado, etc.